# Бурылин, Дмитрий Геннадьевич
Дми́трий Генна́дьевич Буры́лин — иваново-вознесенский фабрикант, меценат, коллекционер и видный общественный деятель из купеческой династии Бурылиных. Основатель Музея промышленности и искусства в Иваново-Вознесенске, получившего впоследствии его имя. Почётный гражданин города Иванова. Старообрядец.

## Детство и происхождение
Родился 16 февраля 1852 года в Вознесенской слободе,  фактически в селе Иванове Шуйского уезда Владимирской губернии, в семье  промышленника Геннадия Диодоровича и Марии Семеновны Бурылиных. О рождении Бурылина сохранилась актовая запись №3 от 5 февраля 1852 г. в метрической книге Благовещенской церкви г. Иваново-Вознесенска.  Крещен в Благовещенской церкви, восприемниками были его дед, Диодор Андреевич, и бабушка по материнской линии, шуйская купчиха Ираида Ивановна Коновалова. Его дедом был Диодор Андреевич Бурылин, выкупившийся из крепостных крестьян графа Шереметева и основавший ситценабивную фабрику в селе Иваново в 1812 году.  Род Бурылиных прослеживается с начала XVIII века, его родоначальником был крестьянин Иван Тимофеевич Бурыля (упоминается в ревизских сказках 1719 года).  Диодор Андреевич был старообрядцем, но позже перешел в единоверие, был грамотным, любил читать и собирал библиотеку, старинные книги церковной печати XVII века, редкие монеты и коллекционные вещи, которые называл сокровищами и завещал внуку Дмитрию.  Бабушка, Евдокия Михайловна, заметив интерес внука к старине, в 1864 году передала 12-летнему Дмитрию коллекцию деда. Отец, Геннадий Диодорович,  продолжил дело отца, но также увлекался коллекционированием монет и масонских книг.
Получил домашнее образование. С 14 лет вместе со своим старшим братом Николаем стал фактически руководить ситценабивной фабрикой, унаследованной от деда, помогая больному отцу и заботясь о сестрах.  Братья активно изучали ситценабивное дело, используя техническую литературу.  Наставником братьев стал их родственник, фабрикант Ефим Михайлович Бакулин.
Помимо фабрики, дед Диодор Андреевич оставил внуку наставление

Жить не зависит от нас, а хорошо жить от нас зависит. Познания свои должно употреблять на истинную пользу и благо своих ближних и Отечества. Доверчивость, качество благородное и великодушное, существует в одних чистых душах. Тщетно суетный и развращенный свет старается делать её смешною, опасность её предпочтительнее несчастий, следующих за противным ей пороком. Доверчивые люди бывают иногда обмануты, но те, кои проводят жизнь в недоверчивости, находятся беспрестанно в жалостном состоянии. Надежда на Бога есть лучшая подпора в жизни. Несчастия научают нас Благоразумию.

## Фабричная деятельность
В 1876 году вступил во Вторую купеческую гильдию Иваново-Вознесенска. В том же году построил каменное здание красильно-набивной мастерской. В 1882 году на Всероссийской промышленно-художественной выставке в Москве получил похвальный отзыв о фабричном производстве. В 1884 году построил каменный корпус для рабочих на своей фабрике.  В 1886 году  приобрёл красильную и аппретурную фабрику Шавина,  переоборудовав её под ткацкое производство.  Неоднократно фабрики Бурылина страдали от пожаров, но каждый раз восстанавливались и расширялись.
В 1899 году стал купцом Первой гильдии.
В 1909 году основал паевое «Товарищество мануфактур Д. Г. Бурылина в Иваново-Вознесенске» с капиталом в 750 тысяч рублей и «Товарищество Шуйско-Егорьевской мануфактуры».  Сохранился формулярный список о службе Д.Г.Бурылина. К началу XX века фабрика Бурылина стала одним из передовых текстильных предприятий,  имела собственный товарный знак и получала медали и дипломы на десяти российских и международных выставках, в том числе в Чикаго, Нижнем Новгороде, Париже.  Бурылин внедрял новые технологии, в том числе,  организовал в 1895 году  единственное в России производство обезжиренных хлопчатобумажных концов для пороховой промышленности,  став лидером в этой отрасли.  Основными заказчиками фабрики были военное ведомство и пороховые заводы.

## Общественная деятельность
Д.Г. Бурылин активно участвовал в общественной жизни Иваново-Вознесенска,  которому отдал много сил и средств. В течение 28 лет (с 1885 по 1913 год)  избирался гласным городской думы и гласным Шуйского уездного земства.  Входил в состав многочисленных думских комиссий, в частности комиссии по покупке городом имения графа Шереметева,  по разработке проекта Куваевской больницы.  Являлся членом Учетно-ссудного комитета Иваново-Вознесенского отделения Государственного банка (с 1909 года).  Был попечителем многих учебных заведений, церковноприходских и земских школ,  реального училища, женской гимназии,  школы колористов,  рисовой и  механико-технической школ.  За общественную деятельность был награжден  серебряной медалью «За усердие»,  золотой медалью на Станиславской ленте (1894),  медалью В память коронации Императора Николая II,  медалью В память 300-летия царствования дома Романовых. В 1902 году получил звание Потомственного Почётного гражданина города Иваново-Вознесенска. В 2000 году звание Почетного гражданина было присвоено ему посмертно.

## Семейная жизнь
Первым браком был женат на Марии Степановне Романовой, дочери шуйского купца,  свадьба состоялась 26 января 1877 года.  В 1884 году Мария Степановна умерла, оставив  четверых детей.  Дети от первого брака: Александра (1879 г.р.), Иван (1881 г.р.), Елизавета (1882 г.р.), Елена (1884 г.р.).  12 января 1886 года Дмитрий Геннадьевич женился вторым браком на  Анне Александровне Носковой, дочери небогатого ярославского торговца сукном.  Дети от второго брака: Ксения (1892 г.р.), Сергей (1894 г.р.), Милица (1895 г.р.), София (1897 г.р.), Диодор (1900 г.р.).  Всего у Д.Г. Бурылина было девять детей,  которых он воспитывал в любви к труду и знаниям,  стараясь дать им хорошее образование. Дочерям дал возможность получить высшее образование, что было нетипично для того времени.

## Коллекционная деятельность и создание музея
Страсть к коллекционированию  редкостей и древностей Дмитрий Бурылин унаследовал от деда Диодора Андреевича.  В 1864 году получил в наследство от бабушки Евдокии Михайловны дедовскую коллекцию,  которую начал активно пополнять и расширять.  Первой страстью Бурылина стало коллекционирование тканей, образцов ивановских набоек.  Позже увлекся нумизматикой,  масонством,  восточной культурой,  историей.  Собирал  произведения живописи, графики, скульптуры, старинные книги, рукописи,  этнографические предметы,  редкие и необычные вещи.  Всего собрание Бурылина насчитывало около 80 тысяч экспонатов.
Для пополнения коллекций Дмитрий Бурылин много путешествовал по России и за границей —  посетил  Германию, Англию, Турцию, Египет, Грецию, Италию, Францию, Финляндию, Бельгию,  Австро-Венгрию, Швейцарию.  Посещал музеи и антикварные магазины,  знакомился с коллекционерами и антикварами,  пользовался услугами агентов и комиссионеров для поиска и приобретения экспонатов.  Приобретал целые коллекции,  например,  коллекцию циркового артиста Анатолия Дурова.  Жемчужиной коллекции стали уникальные астрономические часы герцога Альбы.
В апреле 1903 года коллекция Бурылина впервые была показана публике в здании женской профессиональной школы.  Выставка имела большой успех и привлекла тысячи посетителей.  В 1903, 1905, 1912 годах  Бурылин организовывал временные выставки коллекции для широкой публики,  средства от которых направлялись на благотворительные цели.
В 1913 году Бурылин привёз из Египта древнюю мумию в саркофаге, которая сейчас является экспонатом Ивановского художественного музея (древнеегипетский саркофаг XXI династии).
В 1912—1915 годах на средства Д.Г. Бурылина по проекту архитектора П.А. Трубникова было построено специальное здание для музея в стиле неоклассицизма.  Торжественное открытие «Музея промышленности и искусства Д.Г. Бурылина» состоялось 26 декабря 1914 года.  Музей разместился в четырехэтажном здании и включал  отделы русского и зарубежного искусства,  отделы  Дальнего Востока, Индии, Персии, Сиама, Западной Европы,  а также  промышленный,  военный,  масонский,  книжный,  нумизматический и другие отделы. Первоначально экспонаты хранились прямо в доме Бурылиных, а новое здание музея вскоре было передано в собственность города. О своём детище Бурылин говорил: «Музей — это моя душа, а фабрика — источник средств для жизни и его пополнения».  Сохранился проект устава музея промышленности и искусства Д.Г. Бурылина 1914 г..
Всё собранное Дмитрием Бурылиным состояло из следующих самостоятельных коллекций:
- Археологическая коллекция
- Этнографическая коллекция
- Нумизматическая коллекция (около 9000 монет и денежных знаков разных стран и эпох)[2]
- Коллекция курительных трубок
- Коллекция чернильниц
- Коллекция игральных карт
- Коллекция одежды
- Коллекция женских украшений
- Коллекция икон
- Коллекция редких книг (в том числе  инкунабулы,  издания Кирилла и Мефодия,  старопечатные книги XVII века)[2]
- Коллекция часов (включая уникальные часы герцога Альбы)[2]
- Коллекция картин и гравюр
- Коллекция образцов ивановских ситцев (около 2000 образцов тканей XVII-XIX веков)[2]
- «Масонская коллекция» (одна из крупнейших в России, включала  масонские знаки,  символические одежды,  рукописи,  книги,  предметы для масонских ритуалов)[2]

Музей Бурылина стал важным культурным и просветительским центром Иваново-Вознесенска. В годы Первой мировой войны и революции в здании музея проходили выставки,  собрания,  лекции,  спектакли,  концерты,  заседания различных обществ и организаций.  В апреле 1918 года в музее состоялся III съезд Советов Иваново-Вознесенской губернии,  положивший начало созданию Ивановской области.
В Государственном архиве Ивановской области хранится личный фонд Д.Г. Бурылина (Ф.205), где имеется переписка с известными людьми - писателем Л. Толстым, цирковым артистом А.Л. Дуровым, создателем первого в мире литературного театра - музея в г. Москве А.А. Бахрушиным, с основателем Московского музея изящных искусств И.В. Цветаевым и др..

## Благотворительная и общественная деятельность
Д.Г. Бурылин был известен как крупный благотворитель и меценат,  много средств выделял на нужды города и его жителей.  Для детей из бедных семей организовывал бесплатные обеды,  помогал бедным,  детям из приютов закупал подарки к Новому году.  Финансировал строительство и содержание учебных заведений,  церковно-приходских школ,  больниц и приютов.  Состоял почетным членом попечительских советов многих учебных заведений. В 1917 году пожертвовал 100 тысяч рублей на создание Народного дворца науки и развлечений в Иваново-Вознесенске.  Безвозмездно предоставлял помещения для городских нужд,  например,  для публичной библиотеки в своем доме.
В 1904 году по инициативе и на средства Бурылина была спасена от разрушения деревянная Успенская церковь XVII века,  древнейший храм города. На свои личные средства он перенёс её с территории старого кладбища на новое Успенское кладбище,  полностью отреставрировал,  построил новую колокольню,  обеспечил церковной утварью.
В 1912 году  на Александровской улице (ныне проспект Ленина)  построил на свои средства бульвар с липовой аллеей и  металлической оградой,  подарив его городу.

## Последние годы жизни
После Октябрьской революции  фабрики и музей Бурылина были национализированы в 1919 году. Его музей был переименован в Иваново-Вознесенский городской музей,  но по предложению Михаила Фрунзе,  Дмитрий Геннадьевич был оставлен главным хранителем музея с небольшой зарплатой.  Несмотря на национализацию,  Бурылин продолжал трудиться в музее и заботиться о своей коллекции.
Вскоре был муниципализирован и родовой дом Бурылиных,  семья была вынуждена переехать в полуподвальное помещение.  В октябре 1923 года Бурылин обратился в президиум губисполкома с просьбой о возвращении усадьбы,  но получил отказ.  В конце 1923 года был ложно обвинен в укрытии музейных ценностей,  подвергся обыску и был отстранен от должности хранителя музея.
13 сентября 1924 года Дмитрий Геннадьевич Бурылин скончался в возрасте 73 лет.  В актовой записи о смерти причиной указан «склероз кровяных сосудов».  Первоначально был похоронен на Благовещенском кладбище,  в 1969 году перезахоронен на Балинском кладбище.
В 2003 году  возрожденный Музей промышленности и искусства получил имя Д.Г. Бурылина.  Сейчас имя Бурылина носит краеведческий музей,  размещающийся в здании основанного им музея, на котором установлена мемориальная доска в честь основателя.

## Память
В 2000 году Дмитрию Геннадьевичу Бурылину посмертно присвоено звание Почётного гражданина города Иванова. 26 мая 2007 года на здании музея установлена мемориальная доска в честь Д.Г. Бурылина. 11 сентября 2014 года в Литературном сквере города Иваново был открыт памятник Д.Г. Бурылину. Памятник расположен на проспекте Ленина рядом с музеем и домом Бурылина.  Авторы памятника — ивановский скульптор Игорь Бычков и московские скульпторы Александр и Владимир Твердовы, архитектор — Виктор Шахматов.
В конце 2021 года  в Иваново обсуждался вопрос о переименовании улицы Батурина в улицу Бурылина.

## Интересные факты
- В 1912 году Бурылин намеревался посетить Новый Свет и купил билет на «Титаник», но по счастливой случайности не попал на рейс[8].
- Из дома Бурылина в Музей ведет подземный ход (под ул. Батурина), который используется в настоящее время как экспозиционная площадка Ивановского краеведческого музея[9].
- Д.Г. Бурылин состоял в переписке с Л.Н. Толстым,  А.Л. Дуровым,  А.А. Бахрушиным,  И.В. Цветаевым и другими известными деятелями культуры и науки[2].
- В коллекции Д.Г. Бурылина были уникальные экспонаты,  например,  астрономические часы герцога Альбы,  египетская мумия в саркофаге,  коллекция масонских реликвий,  собрание образцов ивановских ситцев[2].
- Д.Г. Бурылин был инициатором сохранения и переноса Успенской церкви XVII века — древнейшего здания Иванова[2].
- Д.Г. Бурылин инициировал создание бульвара на Александровской улице (ныне проспект Ленина) — одного из первых благоустроенных общественных пространств в Иваново-Вознесенске[2].